# Landbouwbank
De Landbouwbank NV was van 1972 tot 2015 een Surinaamse bank. De Surinaamse overheid was de enige eigenaar. De bank werd overgenomen door de Volkscredietbank (VCB).

## Geschiedenis
In 1963 werd de oprichting van een landbouwbank besproken in het kader van het Bacovenplan, waarin ook de aanleg van een 4.000 hectare grote polder werd besproken, en 1969 werd het opgenomen in de regeringsverklaring als een noodzaak voor een goede kredietvoering. Op 24 februari 1971 stemde een meerderheid in de Staten van Suriname voor de oprichting ervan, wat uiteindelijk in 1972 gebeurde met een startkapitaal van 2,5 miljoen Surinaamse gulden. Dit bedrag werd verstrekt uit Nederlandse ontwikkelingshulp en door de Boerenleenbank (de latere Rabobank). De bank werd toen ook wel landbouwleenbank genoemd. De bank werd op 26 juli 1972 geopend aan de Mr. F.H.R. Lim A Postraat. In de loop van de jaren werden ook filialen in andere districten gevestigd.
Vanaf 23 december 1972 viel de bank onder het toezicht van de Centrale Bank van Suriname. In 1972 werden 484 kredietaanvragen gedaan voor 2,35 miljoen gulden. In het jaarverslag werd niet vermeld hoeveel kredieten werden toegekend. In 1973 nam de regering een aandeel van 51 procent in de bank; daarbij had ze de optie om de rest van de aandelen a pari in handen te krijgen. In 1974 investeerde de regering nog eens twee miljoen gulden in de bank. Het boekjaar 1973 werd een klein verlies gemaakt; het boekjaar 1974 werd positief afgesloten. In 1976 kwam de Landbouwbank volledig in overheidshanden. Dit gebeurde door de Rabobank uit te kopen. In 1977 kwam de leiding ook in Surinaamse handen.
Sinds de jaren 1990 werd er gesproken over de fusie van Surinaamse banken en in 2013 stond dit opnieuw op de agenda. Aanvankelijk was het de bedoeling om de bank te fuseren met de Hakrinbank wat vervolgens werd gewijzigd in een overname door de Volkscredietbank (VCB). De formele overdracht werd op 14 december 2015 getekend op het ministerie van Financiën. De volgende jaren werden voor de integratie ingeruimd. Het Agrarisch Kredietfonds (AKF) kwam hierdoor aanvankelijk ook bij de VCB terecht, maar ging later naar de Nationale Ontwikkelingsbank (NOB).
Centrale Bank van Suriname ·
Finabank ·
Godo ·
Hakrinbank ·
Landbouwbank ·
Nationale Ontwikkelingsbank ·
Surinaamse Postspaarbank ·
Republic Bank ·
Surichange Bank ·
De Surinaamsche Bank ·
Trustbank Amanah ·
Volkscredietbank